# Pablo Luna
Pablo Luna Gamio (ur. 15 kwietnia 1958 w mieście Meksyk) – meksykański piłkarz występujący na pozycji obrońcy, obecnie trener amerykańskiego Texas South Devils.

## Kariera klubowa
Luna pochodzi ze stołecznego miasta Meksyk i jest wychowankiem tamtejszego zespołu Pumas UNAM. W meksykańskiej Primera División zadebiutował za kadencji serbskiego szkoleniowca Bory Milutinovicia; 22 września 1977 w wygranym 3:1 spotkaniu z Leónem. Już w swoim debiutanckim sezonie, 1977/1978, zdobył z Pumas wicemistrzostwo Meksyku, jednak w wyjściowym składzie zaczął występować dopiero dwa lata później. Premierowego gola w najwyższej klasie rozgrywkowej strzelił 17 stycznia 1980 w wygranej 3:1 konfrontacji z Atlasem. W sezonie 1978/1979 po raz kolejny został wicemistrzem kraju, natomiast jeszcze bardziej udany był dla niego 1980 rok, kiedy to triumfował w dwóch międzynarodowych turniejach – Pucharze Mistrzów CONCACAF i Copa Interamericana. W rozgrywkach 1980/1981 wywalczył jedyne w karierze mistrzostwo Meksyku, za to w 1982 roku po raz drugi zwyciężył w kontynentalnym Pucharze Mistrzów. Ostatni sukces z klubem – trzeci tytuł wicemistrzowski – zdobył w sezonie 1984/1985. Ogółem w barwach Pumas rozegrał 180 ligowych spotkań, w których zdobył siedem bramek.
W 1986 roku Luna przeszedł innej stołecznej drużyny, Club Necaxa. Tam spędził rok w roli podstawowego piłkarza, po czym odszedł do niżej notowanego Atlético Potosino. Z tą ekipą na koniec sezonu 1988/1989 spadł do drugiej ligi, jednak sam pozostał w najwyższej klasie rozgrywkowej, powracając do Necaxy, gdzie tym razem pozostawał tylko rezerwowym. Karierę piłkarską zakończył w wieku 33 lat, reprezentując barwy Cobras de Ciudad Juárez.

## Kariera reprezentacyjna
W 1979 roku Luna został powołany przez selekcjonera José Moncebáeza do reprezentacji Meksyku U-20 na Młodzieżowe Mistrzostwa Świata w Japonii. Tam był podstawowym defensorem swojej kadry i rozegrał wszystkie trzy spotkania od pierwszej do ostatniej minuty, nie wpisując się na listę strzelców. Meksykanie zanotowali dwa remisy i porażkę, zajmując dopiero trzecie miejsce w grupie i nie zdołali awansować do dalszej fazy turnieju.

## Kariera trenerska
Swoją pracę szkoleniową Luna rozpoczął w macierzystym klubie, Pumas UNAM. W lipcu 1996 zastąpił Ricardo Ferrettiego na stanowisku trenera pierwszego zespołu, jednak został zwolniony w połowie września po zanotowaniu remisu i pięciu porażek w sześciu spotkaniach. W późniejszym czasie pracował jako asystent Fernando Quirarte w ekipie Club Santos Laguna z miasta Torreón, a także był członkiem sztabu szkoleniowego CF Monterrey. Przez cały 2005 rok był szkoleniowcem drugoligowego Atlético Mexiquense, pełniącego funkcję rezerw Deportivo Toluca. Na przełomie kwietnia i maja poprowadził również pierwszy zespół Toluki w pięciu meczach, po czym ustąpił ze stanowiska na rzecz Américo Gallego. We wrześniu 2006 tymczasowo poprowadził swoją byłą drużynę, Club Necaxa, w jednej ligowej konfrontacji, po czym do końca sezonu Apertura 2006 pozostał w klubie jako asystent trenera Hugo Sáncheza.
W 2008 roku Luna podpisał kontrakt z drugoligowym Tiburones Rojos de Veracruz, ówczesnego spadkowicza z najwyższej klasy rozgrywkowej. Ze stanowiska odszedł po sześciu spotkaniach. Latem 2010 został trenerem Alacranes de Durango, także występującego w drugiej lidze meksykańskiej i pracował w nim przez kilka kolejnych miesięcy, podobnie jak w poprzednich klubach nie odnosząc żadnych sukcesów. Jesienią 2011 prowadził reprezentację trzeciej ligi meksykańskiej – Segunda División – w rozgrywkach do lat 15. W 2012 roku został szkoleniowcem klubu Texas South Devils, występującego w rozgrywkach czwartej ligi amerykańskiej – National Premier Soccer League.